# Tibor Perecsi
Tibor Perecsi (Miskolc, 18 de octubre de 1941 - Miskolc, 17 de febrero de 2014) fue un futbolista húngaro que jugaba en la demarcación de centrocampista.

## Biografía
Tibor Perecsi debutó como futbolista en 1961 a los 20 años de edad con el Diósgyőri VTK húngaro. Jugó en el club durante una temporada, al igual que con el Budapest Honvéd FC, club que le fichó en 1962. En 1963 fue traspasado al Ferencvárosi TC para las cuatro temporadas siguientes. Llegó a ganar la Nemzeti Bajnokság I en dos ocasiones. Además también consiguió la Copa de Ferias en la temporada 1964/1965. Al finalizar la temporada en 1967, fichó por el VM Egyetértés SC, y un año más tarde hizo lo propio con el SE Sátoraljaújhely, club en el que se retiró como futbolista en 1970.
Falleció el 17 de febrero de 2014 en Miskolc a los 72 años de edad.

## Clubes
| Club               | País    | Año         |
| ------------------ | ------- | ----------- |
| Diósgyőri VTK      | Hungría | 1961 - 1962 |
| Budapest Honvéd FC | Hungría | 1962 - 1963 |
| Ferencvárosi TC    | Hungría | 1963 - 1967 |
| VM Egyetértés SC   | Hungría | 1967 - 1968 |
| SE Sátoraljaújhely | Hungría | 1968 - 1970 |

## Palmarés

### Campeonatos nacionales
| Título              | Club            | País    | Año  |
| ------------------- | --------------- | ------- | ---- |
| Nemzeti Bajnokság I | Ferencvárosi TC | Hungría | 1964 |
| Nemzeti Bajnokság I | Ferencvárosi TC | Hungría | 1967 |
| Copa de Ferias      | Ferencvárosi TC | Hungría | 1965 |